# Bitwa pod Cycowem
Bitwa pod Cycowem – bój pomiędzy polską 4 Brygadą Jazdy a oddziałami bolszewickiej 58 Dywizji Strzelców, stoczony w dniach 15-16 sierpnia 1920 podczas wojny polsko-bolszewickiej. Był to epizod Bitwy Warszawskiej. W czasie przygotowań do kontrofensywy znad Wieprza, 4 Brygada Jazdy wchodziła w skład 3 Armii gen. Zygmunta Zielińskiego. Zadaniem 3 Armii była osłona koncentracji 4 Armii gen. Leonarda Skierskiego, która była główną siłą uderzeniową planowanej ofensywy.

## Skład wojsk
Polskie:
4 Brygada Jazdy – dowódca pułkownik Adam Nieniewski:
- 16 pułk ułanów (nie brał udziału w bitwie);
- 3 pułk ułanów (450 szabel, 8 ckm) – dowódca major Cyprian Bystram (w czasie bitwy pełnił obowiązki dowódcy 4 brygady);
- 7 pułk ułanów (478 szabel, 10 ckm) – dowódca major Zygmunt Piasecki;
- 2 dywizjon artylerii konnej (2 baterie dysponujące w sumie: ośmioma 3-calowymi działami rosyjskimi wz. 1902 oraz 4 ckm) – dowódca major Edward Robakiewicz.

Sowieckie:
Grupa bojowa „Dotola” (ze składu 58 Dywizji Strzelców)
- 514 i 155 pułki strzelców,
- oddział kawalerii
- bateria artylerii

Razem ok. 1550 „bagnetów”, 235 „szabel”, 40 ckm, 4 działa).

## Walki
Drogę na Lublin w miejscowość Garbatówka – Świerszczów (6 km na północ od Cycowa) osłaniały dwa bataliony etapowe (5 lwowski i 5 łódzki) (ok. 900 żołnierzy, 12 ckm), dowódcą zgrupowania był kapitan Zygmunt Zajchowski – bataliony składały się z ozdrowieńców i ludzi pełniących dotychczas służbę tyłową.
15 sierpnia, podczas marszu na Lublin, grupa „Dotola” natknęła się pod Garbatówką na polską piechotę – wywiązał się całodzienny bój.
16 sierpnia około 7.00 natarcie pułków bolszewickich przełamało obronę batalionów etapowych. W pościgu za rozbitą polską piechotą, wojska bolszewickie weszły do Cycowa i kontynuowały natarcie na Głębokie, gdzie wojskom polskim udało się zatrzymać ich natarcie dzięki pomocy 2 dak. Przybycie 3 i 7 pułku ułanów umożliwiło przeprowadzenie kontrataku na pozycje bolszewickie pod Cycowem i w konsekwencji rozbicie ich.

## Bilans walk
Straty 4 Brygady Jazdy to: w 3 pułku ułanów — 1 oficer zabity, 1 oficer ranny, 7 ułanów zabitych, 11 rannych i około 17 zabitych i rannych koni; w baonach kpt. Zajchowskiego 3 oficerów rannych,
8 żołnierzy zabitych i około 25 rannych; w 7 pułku ułanów — 2 oficerów zabitych, 1 oficer ranny, 6 ułanów zabitych i 17 rannych, 44 zabitych i rannych koni.

## Upamiętnienie
Bitwa pod Cycowem została upamiętniona po 1990 r. na jednej z tablic pól bitewnych na Grobie Nieznanego Żołnierza w Warszawie napisem „CYCÓW 16 VIII 1920”.